# Pilot Point (Texas)
La ville américaine de Pilot Point est située dans le comté de Denton, dans le Texas. Elle comptait 3 856 habitants lors du recensement de 2010.

## Source
- (en) Cet article est partiellement ou en totalité issu de l’article de Wikipédia en anglais intitulé « Pilot Point, Texas » (voir la liste des auteurs).